# ماريوش يوب
ماريوس جوب، من مواليد 3 أغسطس 1978 في أوستوروويك سويتوكرزسكي في بولندا، لاعب كرة قدم بولندي.
يلعب مع نادي موسكو الروسي منذ عام 2004.
بدأ باللعب مع منتخب بولندا لكرة القدم في عام 2003.

## وصلات خارجية
- ماريوش يوب على موقع الاتحاد الدولي (مؤرشف)  (الإنجليزية)
- ماريوش يوب على موقع الاتحاد الأوربي (الإنجليزية)
- ماريوش يوب على موقع قاعدة بيانات كرة القدم.إي يو (الإنجليزية)
- ماريوش يوب على موقع ليكيب (الفرنسية)
- ماريوش يوب على موقع ناشيونال فوتبول تيمز (الإنجليزية)
- ماريوش يوب على موقع Soccerway.com (الإنجليزية)
- ماريوش يوب على موقع عالم كرة القدم.نت (الإنجليزية)